# Station Cramlington
Cramlington is een spoorwegstation van National Rail aan de East Coast Main Line in Cramlington, Blyth Valley in Engeland. Het station is eigendom van Network Rail en wordt beheerd door Northern Rail. 